# Closterus australis
Closterus australis là một loài bọ cánh cứng trong họ Cerambycidae.